# Služebnice Nejsvětějšího Srdce Ježíšova (Krakov)
Služebnice Nejsvětějšího Srdce Ježíšova (polsky: Służebnice Najświętszego Serca Jezusowego) je ženská řeholní kongregace, jejíž zkratkou je SŁ.N.S.J.

## Historie
Kongregace byla založena Józefem Sebastianem Pelczarem.
Roku 1892 otevřel hospic v Krakově a povolal Sestry služebnice Ježíše, aby jej provozovaly. Tento závazek však nemohly přijmout, a proto se souhlasem kardinála Albina Dunajewského založil 27. března 1894 kongregaci Služebnic Nejsvětějšího Srdce Ježíšova.
Přední představenou se stala Klara Ludwika Szczęsna.
Od roku 1908 je kongregace přidružena k Řádu menších bratří konventuálů. Dne 15. února 1909 získala od Svatého stolce decretum laudis. Dne 30. ledna 1923 Svatý stolec schválil její stanovy.

## Aktivita a šíření
Věnuji se šíření oddanosti k Nejsvětějšímu Srdci Ježíšovu a pomoci všem potřebným.
Jsou přítomny v Bolívii, Francii, Itálii, Libyii, Polsku, USA a na Ukrajině; generální kurie se nachází v Krakově.
K 31. prosinci 2005 měla 553 sester v 74 domech.